# Кубанські козаки. А вже літ двісті
«Кубанські козаки. А вже літ двісті» — українська документальна стрічка українського режисера Валентина Сперкача, яка була випущена в прокат у 1992 році.

## Синопсис
Фільм був знятий українською делегацією в Кубані та розповідає про історію українських козаків та репресії, яких вони зазнавали від радянської ради. Головними героями фільму виступають звичайні поселенці Кубанського краю, які діляться своїми спогадами, розповідають про історію свого роду та розмірковують про майбутнє своїх дітей.

## Загальна інформація
Ідея створення фільму виникла у Валентина Сперкача в 1990 році, коли режисер був учасником товариства «Україна». Оператором погодився бути президент Гільдії кінооператорів України Сергій Лисецький, а над сценарієм працював Богдан Дяценко, близький друг режисера.

## Цікаві факти
- Після того, як фільм був відзнятий та змонтований, автори не змогли отримати дозвіл на показ стрічки в Росії.
- Закадровий голос, який коментує події на екрані, належить Богдану Ступці. Після роботи над цим фільмом, режисер Валентин Сперкач став зі Ступкою великими товаришами.[1]
- Фільм транслювали обмеженими показами у Канаді та США. Разом з Богданом Ступкою, режисер фільму Валентин Сперкач влаштували стоденний тур по цім країнам, де вони особисто представляли цю стрічку.[1]
- 24-го червня 2023 року фільм було показано у Музеї Голодомору.[2] Після показу відбулося обговорення за участі Валентина Сперкача і завідувача відділу досліджень Голодомору та штучних масових голодів нашого Музею, дослідника історії Кубані, професора Дмитра Білого.[3]